# Birthright
«Birthright» es el segundo sencillo, solo de uso promocional, del octavo álbum de estudio de a-ha, Analogue.
Fue lanzado el 28 de octubre de 2005 solo en Noruega.
El tema es la quinta canción del álbum.

## Sencillo
Fue lanzado solo en formato CD y debido a su carácter exclusivamente promocional solo incluye el tema de título:
| Formato | Temas               |
| ------- | ------------------- |
| CD      | "Birthright" (3:48) |

## Vídeo musical
La canción no cuenta con vídeo musical.
- Datos: Q4917098